# ام‌وی راسای
ام‌وی راسای (به انگلیسی: MV Raasay) یک کشتی است که طول آن ۲۲٫۵۰ متر (۷۳ فوت ۱۰ اینچ) می‌باشد. این کشتی در سال ۱۹۷۶ ساخته شد.